# Museo Naval w Madrycie
Museo Naval w Madrycie – muzeum morskie usytuowane przy Paseo del Prado w Madrycie. Gromadzi zbiory związane z historią hiszpańskich podróży morskich i rozwojem marynarki. Wśród eksponatów znajduje się m.in. mapa de Juan de la Cosa, relacje z podróży Krzysztofa Kolumba, liczne mapy, przyrządy nawigacyjne i modele statków.